# Zhurong
Zhurong – według mitologii chińskiej z okresu przedcesarskiego bóg ognia, pomocnik Płomiennego Cesarza/Shennonga, zgodnie z Księgą gór i mórz także jego praprawnuk. Według innej wersji mitu był natomiast potomkiem Zhuanxu. Uważano go także za ojca Gonggonga.
Wierzono, że mieszka w górach Kunlun. Przypisywano mu nauczanie ludzi sztuki krzesania ognia (inne mity za dawcę ognia uważają m.in. Fuxi lub Huang Di). Według późniejszych opowieści był dworzaninem Żółtego Cesarza i odkrył jak podtrzymywać ogień, rozpalony po raz pierwszy przez Suirena. W ikonografii przedstawiany często jako jadący na grzbiecie tygrysa.